# Sinfonia per un sadico
Sinfonia per un sadico (La mano de un hombre muerto) è un film del 1962 diretto da Jesús Franco.
Noto anche come La bestia del castello maledetto, è il secondo film horror del regista spagnolo.
Girato sulla scia di Il diabolico dottor Satana, non ottenne lo stesso successo. Oggi tuttavia parte della critica, facendo eco all'opinione dello stesso regista, tende a considerarlo un'opera più sottile, calibrata e compiuta. Particolarmente riuscita è l'ambientazione provinciale, in un villaggio delle Alpi svizzere. Verso la fine del film l'elemento realistico - di un realismo poetico, di scuola francese - lascia inaspettatamente il posto al più puro espressionismo, durante la scena dell'ultimo assassinio, tra le più potenti della cinematografia di Franco, girata come cinema muto e interamente guidata dal suono percussivo del pianoforte. La scena, però, fu tagliata dalla censura spagnola. La si può vedere solo in quella francese (Le sadique Baron von Klaus), che tuttavia a sua volta manca del metafisico prologo e di altre brevi sequenze, presenti invece nella versione spagnola. Si attende ancora una versione in DVD che ricomponga il film originario.
Il titolo francese di lavorazione è L'étrange Baron Von Klaus.
Nel 1972 Franco ne girò un remake al femminile intitolato La fille de Dracula.

## Trama
Un villaggio della Svizzera è insanguinato da una serie di omicidi ai danni di belle e giovani donne. I crimini ricordano quelli compiuti mezzo secolo prima dal sadico Barone von Klaus e ben presto i sospetti cadono sul Conte Max, suo discendente, che conduce una vita misteriosa e notturna. Ma mai fidarsi delle apparenze: Max von Klaus, dall'aspetto sinistro, è in realtà un uomo mite e viene scagionato dalla sua amante, mentre il colpevole è il giovane e malinconico nipote Ludwig, dal viso angelico ma ossessionato dall'immagine del sadico antenato. Per ultima, egli tenta di uccidere la moglie Karine. Fermato giusto in tempo dallo zio Max e  braccato dalla polizia, Ludwig si inabissa nelle paludi che circondano il villaggio, inseguendo come un rabdomante lo spirito inquieto del vecchio Barone. Il villaggio riprende la vita di sempre.

## Altri titoli
- Le Sadique (Francia)
- La bestia del castello maledetto (Italia)
- Hysterical sadique (Francia - video)

## Edizioni DVD
Il film è uscito in DVD negli Stati Uniti per la Image Entertainment con il titolo The Sadistic Baron von Klaus, in francese, con sottotitoli inglesi. Esiste anche un'edizione DVD francese, che però manca della scena dell'ultimo uxoricidio.
Si attende ancora l'uscita della versione spagnola.